# Shunji Iwai
Shunji Iwai (岩井 俊二, Iwai Shunji, nascut el 24 de gener de 1963) és un cineasta, videoartista, escriptor i documentalista japonès.

## Vida i carrera
Iwai va néixer a Sendai, Miyagi, Japó. Va assistir a la Universitat Nacional de Yokohama, es va graduar el 1987.
El 1988, va començar a la indústria de l'entreteniment japonesa dirigint drames de televisió i vídeos musicals. El 1993, el seu drama televisiu, Uchiage Hanabi, Shita kara Miru ka? Yoko kara Miru ka?s, li va portar elogis de la crítica i el Premi als Nous Directors del Sindicat de Directors del Japó per la seva interpretació d'un grup de nens a la ciutat d'Iioka.
L'any 1995, va començar la seva carrera al llargmetratge, començant amb l'èxit de taquilla Carta d'amor, en què va emetre el cantant pop Miho Nakayama en papers dobles. Carta d'amor també va llançar la carrera cinematogràfica de Miki Sakai que va guanyar un Premi de l'Acadèmia Japonesa com a 'Nouvinguda de l'Any' per la seva interpretació d'Itsuki Fujii de jove. Iwai va col·laborar amb el director de fotografia Noboru Shinoda per produir una pel·lícula elogiada per la seva evocadora cinematografia d'hivern. Carta d'amor també va tenir un impacte a altres països de l'est asiàtic, sobretot a Corea del Sud, on l'èxit de la pel·lícula va ajudar a trencar les barreres posteriors a la Segona Guerra Mundial per a la projecció de pel·lícules japoneses allà.
El 1996, va arribar l'èxit comercial i de crítica de Swallowtail Butterfly, una història polièdrica de la fictícia Yen Town, una ciutat d'immigrants a la recerca d'esperança i una vida millor amb tres personatges principals separats i diferents. Ageha (Ayumi Ito), una adolescent òrfena, Glico (Chara), una prostituta convertida en estrella del pop, i Feihong (Hiroshi Mikami), un immigrant que gestiona la carrera de Glico i és propietària del club Yen Town. També va escriure la lletra d'un tema de la pel·lícula Swallowtail Butterfly (Ai no Uta) amb Chara i Takeshi Kobayashi.
El 1998, Fine Line Features va estrenar cinematogràficament Carta d'amor als Estats Units sota el nou títol When I Close My Eyes; va ser la primera pel·lícula dirigida per Iwai que es va estrenar als Estats Units a les sales.
Iwai també va tenir un altre tipus d'èxit amb aquesta pel·lícula, després d'haver-se unit amb Takeshi Kobayashi per crear la música de la pel·lícula i la Yen Town Band, encapçalada per l'estrella del pop Chara. La banda que van crear es va convertir en un èxit comercial al Japó. Tornaria a formar equip amb Kobayashi l'any 2001 per a l'esgarrifós drama de secundària Tot sobre Lily. Kobayashi crearia la música per a l'estrella del pop titular, Lily Chou-Chou (amb la veu de la cantant japonesa Salyu), que es difon a través de la pel·lícula (així com Debussy), i més tard es publicaria com a àlbum titulat Kokyu (Respira).
L'any 2002 va estrenar un curt, ARITA, en el qual va compondre la seva pròpia banda sonora per primera vegada. El 2004 Iwai va estrenar Hana & Alice, la seva primera comèdia. Va tornar a compondre la partitura de la pel·lícula ell mateix.
El 2006, va dirigir un comercial emès al Japó amb Matsu Takako, amb qui no treballa des de 1998.
L'octubre de 2006 es va estrenar al Japó la pel·lícula produïda per Iwai Niji no Megami. La pel·lícula està dirigida per Naoto Kumazawa i va ser escrita per Ami Sakurai. Està protagonitzada pels anteriors actors d'Iwai Hayato Ichihara, Yū Aoi i Shoko Aida. També el 2006, Iwai va passar temps documentant i entrevistant Kon Ichikawa mentre filmava Inugamike no ichizoku per crear un llargmetratge documental sobre la vida del director.
Un projecte més recent, una peça que va escriure sobre l'escena indie rock japonesa a principis dels anys 90 anomenada Bandage, es va estrenar el 16 de gener de 2010. A més d'estar a càrrec de la producció musical, Bandage representa la primera vegada que Takeshi Kobayashi com a director de pel·lícula. El projecte va ser pres originalment per Ryuhei Kitamura, però es va abandonar el 2006. El rodatge va començar el 2008 i Kobayashi va triar un repartiment completament diferent per a la pel·lícula, amb el cantant de J-pop Jin Akanishi i Kie Kitano en els papers principals. També incloïa altres actors que han treballat amb Iwai abans, com ara Ayumi Ito i Hideyuki Kasahara.. L'estrena de la pel·lícula de terror Vampire va marcar  el seu debut en fer cinema en anglès.

## Filmografia

### Cinema
| Any  | Títol                                         | Director | Escriptor | Productor    | Editor | Compositor | Notes                                                                 |
| ---- | --------------------------------------------- | -------- | --------- | ------------ | ------ | ---------- | --------------------------------------------------------------------- |
| 1995 | Carta d'amor                                  | Sí       | Sí        | No           | Sí     | No         |                                                                       |
| 1996 | Picnic                                        | Sí       | Sí        | No           | No     | No         |                                                                       |
| 1996 | Arcri                                         | No       | Story     | No           | No     | No         |                                                                       |
| 1996 | Swallowtail Butterfly                         | Sí       | Sí        | No           | Sí     | No         |                                                                       |
| 1998 | April Story                                   | Sí       | Sí        | No           | Sí     | Sí         |                                                                       |
| 2001 | Tot sobre Lily                                | Sí       | Sí        | No           | Sí     | No         |                                                                       |
| 2004 | Hana & Alice                                  | Sí       | Sí        | Sí           | Sí     | Sí         | Basat en la seva sèrie de curtmetratges del mateix títol              |
| 2006 | Niji no Megami                                | No       | Sí        | Sí           | No     | No         |                                                                       |
| 2009 | Halfway                                       | No       | No        | Sí           | Sí     | No         | També productor executiu                                              |
| 2009 | Baton                                         | No       | Sí        | Sí           | No     | No         |                                                                       |
| 2010 | Bandage                                       | No       | Sí        | Sí           | No     | No         |                                                                       |
| 2011 | Vampire                                       | Sí       | Sí        | Sí           | Sí     | Sí         | També director de fotografia                                          |
| 2012 | I Have to Buy New Shoes                       | No       | No        | Sí           | Sí     | No         | També director de fotografia i productor executiu                     |
| 2013 | Far Away, So Close                            | No       | No        | No           | No     | Sí         |                                                                       |
| 2015 | The Case of Hana & Alice                      | Sí       | Sí        | Sí           | Sí     | Sí         | Prequela animada de Hana and Alice                                    |
| 2016 | A Bride for Rip Van Winkle                    | Sí       | Sí        | Sí           | Sí     | No         | També basat en la seva novel·la                                       |
| 2018 | Ni hao, Zhihua                                | Sí       | Sí        | Sí           | Sí     | Sí         | Adaptació xinesa de la seva novel·la També productor executiu         |
| 2020 | Rasuto Retā                                   | Sí       | Sí        | Co-productor | Sí     | No         | Adaptació japonesa de la seva novel·la                                |
| 2020 | The 12 Day Tale of the Monster that Died in 8 | Sí       | Sí        | No           | Sí     | No         | També director de fotografia, disseny del monstre i productor musical |
| 2023 | Kyrie                                         | Sí       | Sí        | No           | Sí     | No         | També basat en la seva novel·la                                       |

#### Papers d'actor
- M.B. Movie (1987)
- Shiki-Jitsu (2000), paper principal com "El director"
- Ribbon (2021)
- From the End of the World (2023)

#### Productor executiu
- Cities in Love (2015)

### Curtmetratges
| Any  | Títol            | Director | Guionista | Editor | Compositor | Notes                                                                     |
| ---- | ---------------- | -------- | --------- | ------ | ---------- | ------------------------------------------------------------------------- |
| 1994 | Undo             | Sí       | Sí        | No     | No         |                                                                           |
| 1996 | Knit Cap Man     | Sí       | Sí        | No     | No         | Videoclip musical per commemorar el 20è aniversari de la banda Moonriders |
| 1998 | Ikieta Nobunanga | Sí       | Sí        | No     | No         | Curtmetratge dins de la seva pel·lícula April Story                       |
| 2002 | ARITA            | Sí       | Sí        | Sí     | Sí         | Segment de Jam Films                                                      |
| 2008 | Segement 3       | Sí       | Sí        | Sí     | Sí         | Segment de New York, I Love You                                           |

#### Primeres pel·lícules independents
| Any  | Títol                         |
| ---- | ----------------------------- |
| 1982 | Kajitshuo                     |
| 1982 | Yubari Sonata                 |
| 1982 | Requiem                       |
| 1982 | White Country, Summer Country |
| 1984 | Lemu (Rainy Day Labrinth)     |
| 1986 | Mina's Legend                 |
| 1986 | Hana                          |
| 1987 | Buro Popins Pocky Poppins     |
| 1987 | Indy Poppins Candy Poppins    |

### Documentals
| Any  | Títol                                                  | Director | Guionista | Editor | Compositor                                                                                            | Notes |
| ---- | ------------------------------------------------------ | -------- | --------- | ------ | --- | ----- |
| 1999 | Uchiage Hanabi, Shita kara Miru ka? Yoko kara Miru ka? | Sí       | Sí        | No     | Making-of documental del curtmetratge Fireworks (1993)                                                |       |
| 2002 | Triumphal March and 30 Days of Their Own               | Sí       | No        | Sí     | Documental sobre la Selecció de futbol del Japó per a l'Associació Japonesa de Futbol També productor |       |
| 2002 | All About "Tot sobre Lily"                             | Sí       | No        | No     | Making-of documental de Tot sobre Lily                                                                |       |
| 2006 | The Kon Ichikawa Story                                 | Sí       | Sí        | Sí     | Documental sobre Kon Ichikawa sobre el making de Inugamike no ichizoku També compositor               |       |

#### Aparicions a Making-of
- YEN TOWN (1996)
- Once Upon a Time Returning to my Hometown (2000)
- All About "All About Lily Chou-Chou" (2001)
- Filming Hana & Alice (2004)
- Anno-San and Our Reckless Challenge: Japan Animator Expo (2015)

### Televisió
| Any  | Títol                                                  | Director | Guionista | Editor | Notes |
| ---- | ------------------------------------------------------ | -------- | --------- | ------ | --- |
| 1988 | Miko Morikahua: The Document                           | Sí       | No        | No     | Documental especial televisió |
| 1989 | Idol Aquarium                                          | Sí       | No        | No     | Especial de televisió |
| 1990 | What is Bunchin Story?                                 | Sí       | No        | No     | Documental especial televisió |
| 1990 | Seikimatsu Utahime Aquarium                            | Sí       | No        | No     | Especial de televisió |
| 1991 | Unknown Child                                          | Sí       | Sí        | No     | Drama de terror televisiu per a DRAMA DOS de Kansai TV; disponible al DVD Initial: the Shunji Iwai Collection DVD                                    |
| 1991 | The Man Who Came to Kill                               | Sí       | Sí        | No     | disponible a Initial: the Shunji Iwai Collection DVD                                                                                                 |
| 1992 | Ghost Soup                                             | Sí       | Sí        | Sí     | disponible a Initial: the Shunji Iwai Collection DVD                                                                                                 |
| 1992 | Maria                                                  | Sí       | Sí        | No     | Drama televisiu; disponible a Initial: the Shunji Iwai Collection DVD                                                                                |
| 1992 | A Tin of Crab Meat                                     | Sí       | Sí        | No     | La tercera sèrie de Tales of the Unusual de Fuji TV; disponible a Initial: the Shunji Iwai Collection DVD                                            |
| 1992 | A Summer Solstice Story                                | Sí       | Sí        | Sí     | disponible a Initial: the Shunji Iwai Collection DVD                                                                                                 |
| 1992 | Omelette                                               | Sí       | Sí        | No     | Especial de televisió per Fuji TV's La Cuisine; disponible a Initial: the Shunji Iwai Collection DVD                                                 |
| 1993 | Jocx Midnight Music Aesthetics                         | Sí       | No        | No     | Especial de televisió |
| 1993 | Uchiage Hanabi, Shita kara Miru ka? Yoko kara Miru ka? | Sí       | Sí        | No     | Television play |
| 1993 | Fried Dragon Fish                                      | Sí       | Sí        | No     | Final Especial de televisió per Fuji TV's La Cuisine; disponible a Initial: the Shunji Iwai Collection DVD                                           |
| 1993 | The King of Snow                                       | Sí       | Sí        | No     | Drama televisiu; disponible a Initial: the Shunji Iwai Collection DVD                                                                                |
| 1994 | Lunatic Love                                           | Sí       | Sí        | No     | Drama televisiu; disponible a Initial: the Shunji Iwai Collection DVD                                                                                |
| 2011 | Friends After 3.11                                     | Sí       | No        | Sí     | Documental que explora les conseqüències del Terratrèmol i tsunami del Japó del 2011 També va ser productor i va rebre una estrena al cinema el 2012 |
| 2014 | Mysterious Transfer Student                            | No       | Sí        | Sí     | Minisèrie |
| 2017 | A Bride for Rip Van Winkle: The Serial Edition         | Sí       | Sí        | Sí     | Versió ampliada de la seva pel·lícula "A Bride for Rip Van Winkle" adaptada a una minisèrie També basada en la seva novel·la                         |

#### Aparicions a la televisió
- Friends After 3.11 (2011)
- The movie continues to sound the alarm to the world (2012)
- Shunji Iwai Film Festival Presents My Little Film Festival (2012)
- Scola Ryuichi Sakamoto School of Music <Movie Music Edition> (2013)
- Shunji Iwai MOVIE LAB (2015–2016)
- 3.26 "Rip Van Winkle's Bride" Commemorative 24-hour Whole Shunji Iwai (2016)
- YEN TOWN BAND ・ Lily Chou-Chou Project ~Yento Space in Inujima~ (2016)
- Nobuhiko Obayashi Film Festival! ～Flower basket flower language What I want to pass on now. Nobuhiko Obayashi x Shunji Iwai x Takako Tokiwa Special Trial Talk (2017)
- Under this sky that two people can see Makoto Shinkai x Shunji Iwai (2020)
- Let's change the future with movies ~ A message from Nobuhiko Obayashi to four directors (2020)
- Close-up Gendai + Asked about "the power to change the future"-A testament from Nobuhiko Obayashi (2020)

### Curtmetratges online
| Any  | Títol                                         | Director | Guionista | Editor | Notes                                                                                                 |
| ---- | --------------------------------------------- | -------- | --------- | ------ | --- |
| 2003 | Hana and Alice                                | Sí       | Sí        | Sí     | Sèrie web curta adaptada posteriorment a un llargmetratge del mateix nom També productor i compositor |
| 2014 | Town Workers                                  | Sí       | Sí        | No     | Websèrie d'animació curta                                                                             |
| 2017 | Chang-Ok's Letters                            | Sí       | Sí        | Sí     | Minisèrie curta encarregada per Nestlé També compositor                                               |
| 2017 | Halfway Road                                  | No       | Sí        | No     | També compositor                                                                                      |
| 2018 | Wish Upon a Star                              | No       | No        | Sí     | Webserie curta Edità episodi 3: "1 Hour for a Shooting Star"                                          |
| 2019 | Little Letter                                 | Sí       | Sí        | Sí     | Curtmetratge encarregat per Nestlé                                                                    |
| 2020 | The 12 Day Tale of the Monster that Died in 8 | Sí       | Sí        | Sí     | Sèrie web curta adaptada posteriorment a un llargmetratge del mateix nom També director de fotografia |
| 2020 | Even If I Could Find You In My Dreams         | Sí       | Sí        | Sí     | També director de fotografia                                                                          |
| 2023 | Lemon Dream                                   | Sí       | Sí        | Sí     | També director de fotografia                                                                          |

#### Només productor
- Koibana-Watermelon and adhesive plaster (2009)
- HaraI Monogatari: "One Night in Chengdu" (2013)
- HaraI Monogatari: "Grandpa's Secret" (2013)
- HaraI Monogatari: "Sayonara Hot Pot" (2013)

### Vídeos musicals

#### Director
| Any  | Títol                                                    | Artista                     | Notes                                                                                          |
| ---- | -------------------------------------------------------- | --------------------------- | ---------------------------------------------------------------------------------------------- |
| 1988 | Someday Somewhere                                        | Keisuke Kutakawa            |                                                                                                |
| 1988 | Girl                                                     | Yuko Hara                   |                                                                                                |
| 1988 | How are you?                                             | Miko Morikawa               |                                                                                                |
| 1989 | April White Paper                                        | Sumika Yamakana             |                                                                                                |
| 1989 | Why                                                      | Sumika Yamanaka             |                                                                                                |
| 1989 | J's Bar                                                  | Hiroyuki Kurata             |                                                                                                |
| 1989 | I'm Only Dreaming                                        | Miwa Kawagoe                |                                                                                                |
| 1989 | Broken Heart                                             | Chami Satonaka              |                                                                                                |
| 1989 | Shine the Most                                           | Miki Fujitani               |                                                                                                |
| 1990 | On a Sunny Slope                                         | Tokyo Boys                  |                                                                                                |
| 1990 | Key to the Heart                                         | Miwa Kawagoe                |                                                                                                |
| 1990 | Umi                                                      | Miyoko Yoshimoto            |                                                                                                |
| 1990 | NEXT                                                     | Rizzo Tachibana             |                                                                                                |
| 1990 | Put me on Your Song                                      | Tokyo Boys                  |                                                                                                |
| 1990 | Midusummer Shadow                                        | Yuki Hoshino                |                                                                                                |
| 1990 | 1960's Gun                                               | Wells                       |                                                                                                |
| 1990 | Good-Bye                                                 | Rie Sugimoto                |                                                                                                |
| 1990 | Welcome Home Again                                       | The Shamrock                |                                                                                                |
| 1990 | Present                                                  | Tokyo Boys                  |                                                                                                |
| 1990 | LaPaPa                                                   | The Shamrock                |                                                                                                |
| 1990 | Shy Shy Japanese                                         | Tokyo Boys                  |                                                                                                |
| 1991 | Good-Bye My Loneliness                                   | Zard                        |                                                                                                |
| 1991 | Harmony                                                  | Tokyo Boys                  |                                                                                                |
| 1991 | Five                                                     | The Shamrock                |                                                                                                |
| 1991 | Blue Light Yokosuka                                      | Mi-ke                       |                                                                                                |
| 1991 | I want to Change the Times                               | Rikuo                       |                                                                                                |
| 1991 | Fushigi ne...                                            | Zard                        |                                                                                                |
| 1991 | Silent Mobius~Sailing                                    | Tokyo Boys                  |                                                                                                |
| 1991 | Fairy Sketch                                             | Rie Sugimoto                |                                                                                                |
| 1991 | Whistling Way Home                                       | PAN PAN HOUSE               |                                                                                                |
| 1991 | Love only for You                                        | FLYING KIDS                 |                                                                                                |
| 1991 | Mō Sagasanai                                             | Zard                        |                                                                                                |
| 1991 | I Want to Give to You a Merry X'Mas                      | Masami Inoue                |                                                                                                |
| 1991 | BLANCIN' LOVE                                            | Masaki Inoue                |                                                                                                |
| 1991 | Merry Christmas to You                                   | Maeda Wataru                |                                                                                                |
| 1991 | White 2 White-Reef                                       | Mi-Ke                       |                                                                                                |
| 1992 | Yumemiru JACK & BETTY                                    | The 5 Teardrops             |                                                                                                |
| 1992 | Goodbye, I Love You                                      | The 5 Teardrops             |                                                                                                |
| 1992 | I am your Santa Claus                                    | The 5 Teardrops             |                                                                                                |
| 1992 | Room Y-Shirt and Me                                      | Ari Hiramatsu               |                                                                                                |
| 1992 | Don't Stop Spring                                        | Nagasawa Gijuku             |                                                                                                |
| 1992 | Sad Teddy Boy                                            | Mi-Ke                       |                                                                                                |
| 1992 | Let's Sing a Song                                        | Important MAN Brothers Band |                                                                                                |
| 1992 | Surffing Japan                                           | Mi-Ke                       |                                                                                                |
| 1992 | SHULABA LA BAMBA                                         | Southern All Stars          |                                                                                                |
| 1992 | Let's Dance Until Morning                                | Mi-Ke                       |                                                                                                |
| 1992 | Magic Railway                                            | Reimi                       |                                                                                                |
| 1992 | OCEAN                                                    | Reimi                       |                                                                                                |
| 1992 | Last Fragance                                            | Reimi                       |                                                                                                |
| 1992 | I Have No Choice to Laugh                                | Airi Hiramatsu              |                                                                                                |
| 1992 | Let's Laugh                                              | BOO WHO WOO                 |                                                                                                |
| 1992 | Monkey's Tail                                            | Nagasawa Gijuku             |                                                                                                |
| 1992 | Wonder Girl                                              | Reimi                       |                                                                                                |
| 1992 | Like Blue Moon                                           | Mi-Ke                       |                                                                                                |
| 1992 | Yokahama Boy Style                                       | Coco                        |                                                                                                |
| 1992 | Daiseki, I Love You                                      | BOO WHO WOO                 |                                                                                                |
| 1993 | The Reason Why Love is Wonderful                         | Masami Inoue                |                                                                                                |
| 1993 | I Want to Live Forever with You                          | TO BE CONTINUED             |                                                                                                |
| 1993 | Single is Best?                                          | Ari Hiramatsu               |                                                                                                |
| 1993 | Good Luck Angel                                          | UP-BEAT                     |                                                                                                |
| 1993 | Variation                                                | Ari Hiramatsu               |                                                                                                |
| 1993 | Just Look At                                             | Ozo Jinnouichi              |                                                                                                |
| 1993 | Nice Birdy (NO BIRDY)                                    | Southern All Stars          |                                                                                                |
| 1993 | Erotica Seven                                            | Southern All Stars          |                                                                                                |
| 1995 | Cheers for You                                           | Nakayama Miho               |                                                                                                |
| 1996 | Swallowtail Butterfly (Ai no Uta)                        | Yen Town Band               | Single de la banda formada per la pel·lícula d'Iwai Swallowtail Butterfly                      |
| 1996 | Knit Cap Man                                             | Moonriders                  | Vídeo musical especial en la celebració del 20è aniversari de la banda                         |
| 1997 | Mirror of the Sky                                        | Takako Matsu                |                                                                                                |
| 1998 | Stay with Me                                             | Takako Matsu                |                                                                                                |
| 2000 | Gilde                                                    | Lily Chou-Chou              | Cançons de la banda formada per la pel·lícula d'Iwai Tot sobre Lily                            |
| 2001 | Resonance (Empty Stone)                                  | Lily Chou-Chou              | Cançons de la banda formada per la pel·lícula d'Iwai Tot sobre Lily                            |
| 2001 | Wings that Can't Fly                                     | Lily Chou-Chou              | Cançons de la banda formada per la pel·lícula d'Iwai Tot sobre Lily                            |
| 2007 | Kumuriota                                                | Ai Otsuka                   |                                                                                                |
| 2010 | Sakura no Shiori                                         | AKB48                       |                                                                                                |
| 2010 | Fluffy                                                   | Yui Makino                  |                                                                                                |
| 2012 | Unrequited Love                                          | miwa                        |                                                                                                |
| 2012 | Flowers Will Bloom                                       | Flowers Bloom Project       |                                                                                                |
| 2012 | Why Not?                                                 | Ari Hiramatsu               |                                                                                                |
| 2013 | Crusising of the Sea of TV                               | Hana Kuorki & Yuiko Kariya  |                                                                                                |
| 2013 | Circle of the Thanks                                     | Ayaka                       |                                                                                                |
| 2013 | HOME                                                     | Furukawa Honpo              |                                                                                                |
| 2014 | The Wind's Blowing                                       | Hec & Pascal                |                                                                                                |
| 2015 | Fish in the Pool                                         | Hec & Pascal                |                                                                                                |
| 2015 | Ainone                                                   | Yen Town Band               | Vídeo musical animat Single de la banda formada per la pel·lícula d'Iwai Swallowtail Butterfly |
| 2016 | Cosmology                                                | Cocco                       |                                                                                                |
| 2016 | My Town                                                  | Yen Town Band               | Single de la banda formada per la pel·lícula d'Iwai Swallowtail Butterfly                      |
| 2016 | Bowknot                                                  | Aimer                       |                                                                                                |
| 2016 | Echo, Kotadama                                           | Bank Band                   |                                                                                                |
| 2016 | Your Favourite Color                                     | Hec & Pascal                |                                                                                                |
| 2016 | Miracle                                                  | Illon                       |                                                                                                |
| 2017 | Forever Friends                                          | DAOKO                       |                                                                                                |
| 2017 | Goodbye My Love                                          | ShiorI Niyama               |                                                                                                |
| 2018 | urar                                                     | Chima                       | Director general                                                                               |
| 2018 | Step                                                     | Hitsujibungaku              | Director general                                                                               |
| 2018 | Break These Chains                                       | Heku and Pascal             |                                                                                                |
| 2018 | Before the Star Falls                                    | JY                          |                                                                                                |
| 2018 | Appearance                                               | Alive Year                  |                                                                                                |
| 2019 | Tired of Seeing the Unknown World                        | ikire                       |                                                                                                |
| 2020 | Kaeru No Uta                                             | Nanana Mori                 |                                                                                                |
| 2020 | Nice to Meet You                                         | Nanana Mori                 |                                                                                                |
| 2020 | Kaeru No Uta (Rasuto Retā)                               | Nanana Mori                 | Vídeo musical del senzill de la pel·lícula d'Iwai Rasuto Retā                                  |
| 2020 | Little Lie                                               | ikire                       |                                                                                                |
| 2020 | Connect                                                  | ikire                       |                                                                                                |
| 2020 | Beautiful                                                | ikire                       |                                                                                                |
| 2020 | Letter                                                   | ikire                       |                                                                                                |
| 2020 | Aoi                                                      | ikire                       |                                                                                                |
| 2021 | Flowers Bloom 2021                                       | Flowers Bloom Project       |                                                                                                |
| 2021 | Even If We Can Meet in a Dream Music Issue ~for rooftop~ | Alexandros                  |                                                                                                |
| 2021 | Take me Fantagen                                         | Kyoko Koizumi               |                                                                                                |
| 2021 | Tomorrow's hot water will boil tomorrow                  | Moeka Hoshi                 |                                                                                                |
| 2021 | A Monster That Wants To Be Enough                        | ikire                       |                                                                                                |
| 2021 | Next Door Monster                                        | ikire                       |                                                                                                |
| 2021 | A Monster, Not a Dream                                   | ikire                       |                                                                                                |
| 2021 | Hikari                                                   | ikire                       |                                                                                                |
| 2022 | Another Day Goes By                                      | Lizabet                     |                                                                                                |

#### Productor
| Any  | Títol                | Artista     | Notes                                  |
| ---- | -------------------- | ----------- | -------------------------------------- |
| 2020 | I Don't Need a Reply | Nanana Mori | Vídeo musical dirigit per Ryo Furukawa |
| 2020 | Beautiful            | ikire       | Vídeo musical dirigit per Emi Tai      |

### Comercials

#### Director
| Any  | Títol                     | Empresa                          |
| ---- | ------------------------- | -------------------------------- |
| 1994 | Nissan Lichuno            | Nissan                           |
| 1994 | Sasion Group              | Sasion Group                     |
| 1994 | IH Jar Rice Cooker        | National                         |
| 1996 | Live Notebooks            | Panasonic                        |
| 1997 | Thanks Fair Winter        | NTT                              |
| 1997 | Thanks Fair Summer        | NTT                              |
| 1997 | OCN                       | NTT                              |
| 1997 | ISDN                      | NTT                              |
| 1997 | D-MAIL                    | NTT                              |
| 1998 | Legaia Legend             | Sony Computer Entertainment      |
| 1999 | Like a Long Sigh          | The Brilliant Green              |
| 2002 | Salon Style               | Kosé                             |
| 2002 | Sokenbicha                | Coca-Cola Japan                  |
| 2002 | It's My Life              | LIFE CARD                        |
| 2003 | PanaHome                  | PanaHome                         |
| 2003 | Kit-Kat                   | Nestlé Japan                     |
| 2003 | It's My Life              | LIFE CARD                        |
| 2007 | Mitsubishi UFJ Securities | Mitsubishi UFJ Securities        |
| 2012 | BS                        | Japanese Movie Specialty Channel |
| 2013 | Nescafe Excella           | Nestlé Japan                     |
| 2013 | Kit-Kat                   | Nestlé Japan                     |
| 2019 | Kit-Kat                   | Nestlé Japan                     |

### Concerts en directe
| Any  | Títol                                                   | Notes |
| ---- | ------------------------------------------------------- | --- |
| 2016 | ETON KUNAN in FUJANA                                    | Pel·lícula de concert en directe                                                                         |
| 2018 | Clamboon x Shunji Iwai "Hiba Open Air Concert Hall Live | Pel·lícula de concert en directe                                                                         |
| 2020 | CHRONIC: Special Small Concert                          | Concert en directe amb música de la seva pel·lícula Ni hao, Zhihua emès a YouTube                        |
| 2021 | Yen Town Special Band Special Live in Kurkku Fields     | Concert en directe en honor al 25è aniversari de la seva pel·lícula Swallowtail Butterfly emesa a U-NEXT |

### Novel·les
- Carta d'amor (1995)
- Swallowtail Butterfly (1996)
- Wallace Mermaid (1997)
- Tot sobre Lily (2001)
- Watchdog Protects the Garden (2012)
- Vampire (2012)
- A Bride for Rip Van Winkle (2015)
- Uchiage Hanabi, Shita kara Miru ka? Yoko kara Miru ka? (2017)
- Last Letter (2018)
- Last Summer of Zero (2021)
- Kyrie's Song (2023)

#### Treballs originals
- The Murder Case of Hana & Alice [Autor: Outsuchi] (2015)
- Fireworks, Should We See It form the Side or the Bottom? [Autor: Hitoshi Onne] (2017)

### Assaigs
- Trash Basket Theatre (1997)
- Magic Launcher (1998)
- NOW and THEN: Shunji Iwai (1998)
- Film Makers (2001)
- Don't Spell Words Lighter than the Silence (2012)
- Shunji Iwai: From "Love Letter" to "Last Letter" to "Chifa's Letter" (2020)
- Kei Meno's Art Book Just as it was Before He Wrote Words (2021)

### Àlbums de fotografies
- LETTERS in "Love Letter" (1995)
- "Undo" Photo Album (1995)
- Scrap of "Yentown" (1996)
- "Picnic" Photo Album (1996)
- April Front April Story(1998)
- "Hana & Alice" Photo Gallery (2004)
- Haru Kuroki's photo collection of the movie A Bride for Rip Van Winkle

### Audiollibres
- Eraser (2021)

## Premis
Unknown Child
- 1991 - Premi Galaxia, Premi Dranma dos.

Fireworks
- 1993 - Premi als nous directors del Gremi de Directors del Japó

Undo
- 1995 - Festival Internacional de Cinema de Berlín, Fòrum del nou cinema, Premi Netpac.

Picnic
- 1996 - Festival Internacional de Cinema de Berlín, Premi Fòrum de cinema nou dels Lectors de la Berliner Zeitung.

Carta d'amor
- Festival Internacional de Cinema de Montreal Premi del públic.
- 20è Houchi Cinema Award: Millor director.
- 8è Nikkan Sports Movie Award: Millor debutant.
- 69è Millors 10 de Kinema Junpo: enquesta de lectors per a directors.
- 50è Premis de Cinema Mainichi: Millor pel·lícula japonesa.
- 17è Festival de Cinema de Yokohama: Premi a la Producció, Premi al Director.
- 21è Festival de Cinema d'Osaka: Premi a la Producció, Millor Director Nou.
- 19è Premis de l'Acadèmia al Japó: Millor producció.
- 6è ACA Film Award: Millor producció cinematogràfica.
- 46è Recomanacions artístiques: Premi Nouvingut del Ministeri de Cultura.
- 10è Takasaki Film Festival: Gran Premi de joves directors.

Swallowtail Butterfly
- 1998 - Fant-Asia Film Festival, Millor pel·lícula asiàtica.

April's Story
- 1998 - Festival Internacional de Cinema de Busan, Premi del Públic.

Tot sobre Lily
- 2002 - Festival Internacional de Cinema de Berlín: The C.I.C.A.E. Premi Panorama.
- 2002 - 6è Festival Internacional de Cinema de Xangai: Premi Especial del Jurat / Millor Música.

Hana and Alice
- Millor actriu: Yū Aoi, 2005–  Japanese Professional Movie Award